# Tischtennis-Afrikameisterschaft 1964
Die Tischtennis-Afrikameisterschaft 1964 fand vom 2. bis zum 9. September 1964 in der ghanaischen Hauptstadt Accra statt und wurde von der African Table Tennis Federation ausgerichtet.

## Medaillengewinner
| Disziplin    | Gold                              | Silber                       | Bronze                                                                |
| ------------ | --------------------------------- | ---------------------------- | --------------------------------------------------------------------- |
| Herreneinzel | Galal Ezz                         | Fawzi El-Abrashy             | Monir El-Kirdani                                                      |
| Herreneinzel | Galal Ezz                         | Fawzi El-Abrashy             | Muftau Oduntan                                                        |
| Dameneinzel  | Ethel Jacks                       | Ernestina Akuetteh           | Ines El-Darwish                                                       |
| Dameneinzel  | Ethel Jacks                       | Ernestina Akuetteh           | Naila Naser                                                           |
| Herrendoppel | Fawzi El-Abrashy Monir El-Kirdani | Galal Ezz Mamdouh Salama     | Lateef Akanmu Alli Jubril Kotun Muftau Oduntan (Kombination ungewiss) |
| Damendoppel  | Ernestina Akuetteh Ethel Jacks    | Ines El-Darwish Naila Naser  | Abbey Souheir El-Hennawi                                              |
| Damendoppel  | Ernestina Akuetteh Ethel Jacks    | Ines El-Darwish Naila Naser  | Mary Nwaka M. Segun                                                   |
| Mixed        | Galal Ezz Ines El-Darwish         | Fawzi El-Abrashy Naila Naser | Monir El-Kirdani Souheir El-Hennawi                                   |
| Mixed        | Galal Ezz Ines El-Darwish         | Fawzi El-Abrashy Naila Naser | Emmanuel Aryee Quaye Ethel Jacks                                      |
| Herrenteam   | Ägypten                           | Nigeria                      | Ghana                                                                 |
| Damenteam    | Ägypten                           | Ghana                        | Nigeria                                                               |

## Medaillenspiegel
| Platz | Land    | Gold | Silber | Bronze | Gesamt |
| ----- | ------- | ---- | ------ | ------ | ------ |
| 1.    | Ägypten | 5    | 4      | 4,5    | 13,5   |
| 2.    | Ghana   | 2    | 2      | 2,5    | 6,5    |
| 3.    | Nigeria | 0    | 1      | 5      | 6      |